# Guyard des Moulins
Guyart des Moulins (1251 - 1322) és l'autor de la primera Bíblia en prosa redactada en francès i traduïda del llatí de la Vulgata: la Bible historiale.,
El seu nom s'escriu, segons Paulin Paris a "Le Répertoire des manuscrits de la Bibliothèque du roi", Guyart Desmoulins o Guyart-des-Molins. Es troba també de vegades transcrit a la manera anglesa "Guiard Desmoulins" o, més sorprenent, "Guiart Desmoulins", de vegades "Guiard des Moulins" o bé "Guiart des Moulins". Però totes aquestes ortografies designen el mateix autor de la Bíble historiale.

## La Bíblia en prosa francesa a l'Edat Mitjana

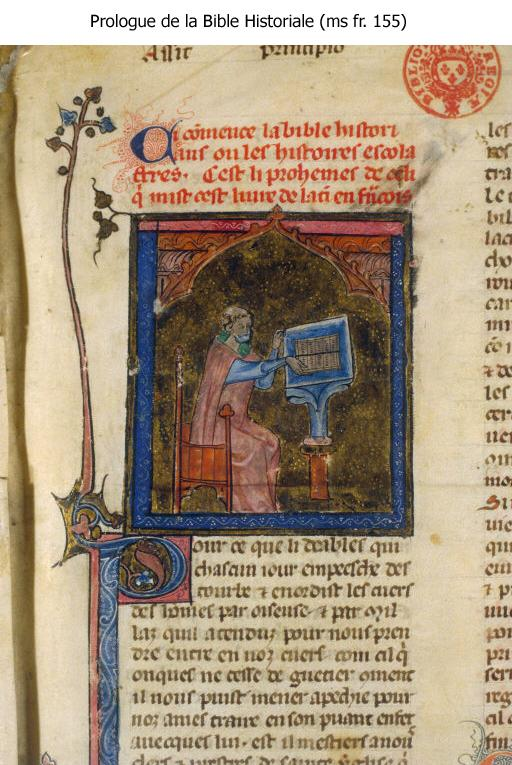
Foli 1 du Ms Ars. 5057: Guyart des Molins a la feina. Reconeixem el text francès del pròleg que es troba a la miniatura del Manuscrit Ars 5057 : "pour ce que le Deable qui chascun jour detourbe et en ordut les coeurs des hommes par oyseuse et par mille lacs qu'il a tendus...". BH Ms Fr 155 foli 14 ".

Abans de l'edició de la "Bible historiale" (BH), es coneixia una Bíblia en francès destinada als estudiants de la Universitat, la Bíblia anomenada "del segle tretze". Es tracta d'un text del que ja no posseïm més que el llibre de la Gènesi conservat en uns pocs manuscrits i inserits com a introducció d'algunes versions de la Bíble Historiale amb les que els lectors la solien confondre. Per a una edició crítica del llibre de la Gènesi i una anàlisi de les fonts de l'obra, cal veure l'obra de Xavier-Laurent Salvador.
La "Bible historiale" es presenta com una Bíblia glossada, és a dir una bíblia on figuren les traduccions dels paràgrafs de la Vulgata amb caràcters nobles i intercalats entre cada capítols, una sèrie de comentaris. Així amb belles lletres figuren les traduccions de la Vulgata, immediatament seguides per la mateixa traducció del mateix tros tret de la versió de Pierre Comestor.
Uns títols de capítols, extrets de la versió de Comestor, estan inserits en vermell a les pàgines. El seu text és, sobretot, una traducció original de la Vulgata acompanyada per la traducció de la Historias de la Bíblia.
De la mateixa manera que la traducció de la Vulgata a la Bíblia de 1250 anava acompanyada de la Glossa Ordinària.

## Biografia
- Amb aquest autor, França va tenir un historiador erudit extraordinari. La data del naixement de Guyart-des-Molins està esmentada en el pròleg de la seva Bíble historiale, 1251. Canonge de Sant Pierre d'Aire sur la Lys en 1291, acaba amb la seva obra en 1294. La seva tasca no és una simple traducció del text de Comestor sinó que en molts trossos va canviar "l'economia del treball" com ho diu el mateix en el seu prefaci. La "Bible historiale" de la qual és l'únic autor no és només una traducció del text del Mestre de les Històries sinó també una juxtaposició interpolada del text traduït de la Vulgata. Així que es tracta veritablement d'una Bíblia comentada en llengua vulgar proposta als laics redactada pel mateix autor.

El testimoni de Paulin Paris familiar amb aquesta Bíblia a causa de la posició social que ocupava el 1836, és molt important:: « Ce fut pour les gens du monde que notre Guyart des Moulins traduisit la Bible en françois, plus d'un siècle après la mort de Petrus Comestor (Pierre le Mangeur) »
- L'èxit de la "Bible historiale" mai es va desmentir, sembla que va ser el seu treball el que va inspirar l'edició de Jean de Rély de la seva obra "La Chasse aux antiquaires mal avisés", el deixeble de JJ Rive ens recorda que:

"PF Orsini, elevat a la 
seu apostòlica de Saint Pierre d'Aire, sota el nom de Benet XIII, que havia concebut dins l'orde de Sant Domènec on havia professat, una tan alta veneració per aquesta història, que havia ordenat, durant el seu pontificat, a partir de l'any 1724, al Cardenal Quirini, que en publiqués una nova edició perquè tots els eclesiàstics del seu orde, en tinguessin una ".
La Història d'aquesta Bíblia constitueix així el vessant oficial de la Història de la Bíblia traduïda al francès. (Actualment se'n està preparant una nova edició).